# Bienal Internacional do Livro do Rio de Janeiro
Bienal Internacional do Livro do Rio de Janeiro é um evento literário brasileiro organizado no Rio de Janeiro desde 1983. Sua primeira edição foi realizada nos salões do hotel Copacabana Palace, com o evento ocupando atualmente o Riocentro. Considerado o maior evento cultural da cidade e a maior festa literária do país, o empreendimento é uma parceria entre o Sindicato Nacional dos Editores de Livros (Snel) e os expositores.

## Histórico

### Tentativa de censura
No dia 5 de setembro de 2019, o prefeito do Rio Marcelo Crivella pediu para recolher exemplares do romance gráfico dos Jovens Vingadores, intitulado "A cruzada das crianças" da Coleção Oficial de Graphic Novels da Marvel da Editora Salvat, que tem a imagem de um beijo entre dois personagens masculinos, da Bienal do Livro do Rio de Janeiro. A prefeitura carioca alegava que a obra desrespeitava artigos do Estatuto da Criança e do Adolescente (ECA), apesar dos livros estarem lacrados e o conteúdo não ter nenhuma imagem erótica, seja na capa ou nas folhas internas.
Em resposta, a Bienal disse que não iria retirar livros e que dava "voz a todos os públicos". No dia seguinte, todos os exemplares se esgotaram em pouco mais de meia hora, mas fiscais da prefeitura foram à Bienal para identificar e lacrar livros considerados "impróprios". A organização da Bienal então recorreu à Justiça para garantir "pleno funcionamento do evento" e um desembargador concedeu liminar impedindo que os livros fossem recolhidos. A Ordem dos Advogados do Brasil (OAB) também disse que prefeitura não tem poder para recolher obras literárias e a fiscalização não encontrou conteúdo em 'desacordo com a legislação'. Em resposta a ação do prefeito, o youtuber Felipe Neto comprou todo o estoque de livros com temática LGBT da Bienal e distribuiu gratuitamente.
No sábado, no entanto, uma nova decisão do Tribunal de Justiça do Estado do Rio de Janeiro (TJ-RJ) mandou recolher livros com temática LGBT para o público jovem e infantil que não estejam lacrados. Como resposta, público da Bienal fez um 'beijaço' contra a ordem de Crivella para apreender livros. Fiscais da prefeitura foram ao evento pelo segundo dia e novamente não encontram nada de irregular. A Bienal do Livro do Rio informou que iria recorrer da decisão do TJ-RJ no Supremo Tribunal Federal (STF), "a fim de garantir o pleno funcionamento do evento e o direito dos expositores de comercializar obras literárias sobre as mais diversas temáticas – como prevê a legislação brasileira.". No dia seguinte, atendendo ao parecer da procuradora-geral, Raquel Dodge, e também da Defensoria Pública do Estado do Rio de Janeiro, o ministro Dias Toffoli, do STF, suspendeu a decisão do TJ-RJ que autorizava o recolhimento das obras, afirmando no despacho "que o regime democrático pressupõe um ambiente de livre trânsito de ideias, no qual todos tenham direito a voz".